# إدواردو رودريغز
إدواردو رودريغز (بالإسبانية: Eduardo Rodríguez)‏ أو إدواردو رودريغز آلفارز ولد بتاريخ (26 جانفي 1974) في سان لويس بوتوسي، سان لويس بوتوسي بالمكسيك وهو عارض أزياء وممثل مكسيكي شارك في العديد من السلسلات التلفزية والمسلسلات اللاتينية، من أشهرها المسلسل المكسيكي الناجح روبي الذي تم عرضه في العالم العربي عام 2006 على قناة MBC 1 وعرض أيضا في المغرب عام 2008 على قناة 2M كما شارك بدور بسيط في مسلسل امرأة من فولاذ الذي عرض على قناة أبوظبي دراما عام 2013.

## روابط خارجية
- إدواردو رودريغز على موقع IMDb (الإنجليزية)
- إدواردو رودريغز على موقع قاعدة بيانات الفيلم (الإنجليزية)